# Moritz Heymann

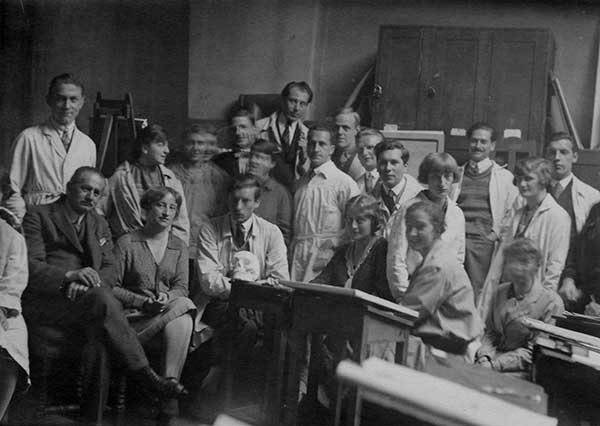
Moritz Heymann (2.v.l) in seiner Malschule (ca. 1927/28)

Moritz Heymann (* 2. Juli 1870 in Breslau; † 29. Januar 1937 (?) in München) war ein deutscher Maler, Grafiker und Kunstpädagoge.

## Leben
Heymanns Eltern waren Anna, geborene Kraemer, und Eduard Heymann, von Beruf Kaufmann. Seine künstlerische Ausbildung begann Heymann als Schüler von Albrecht Bräuer in seiner Heimatstadt Breslau. Von 1890 bis 1892 studierte er an der Akademie der Künste in Berlin. Am 5. Oktober 1893 kam er im Alter von 23 Jahren nach München. Dort besuchte er bis 1895 die Akademie der Bildenden Künste und das Meisteratelier von Carl von Marr. Er unternahm eine Studienreise durch Oberitalien, unter anderem nach Venedig. Seit 1899 stellte er regelmäßig in München aus, vor allem im Glaspalast. Zunächst lebte er wieder in Breslau, bevor er sich 1902 endgültig in München niederließ. Von 1903 bis 1906 war er Leiter der lithografischen Klasse an der Damenakademie des Münchner Künstlerinnenvereins. Außerdem lehrte er Zeichnen und Lithografie an der grafischen Privatschule von Heinrich Wolff. Er gründete zudem eine eigene Malschule („Schule für zeichnende Künste und Malerei“) in München, an der zahlreiche angehende Künstler lernten, teilweise zur Vorbereitung zur Aufnahme in die Akademie.
Heymann wohnte von 1909 bis 1914 in der Ainmillerstraße 9, 1914 bis 1920 in der Ainmillerstraße 29, seit dem 4. Oktober 1922 in der Prinz-Ludwig-Straße 8/VI. Seine Malschule wurde im Jahr 1933/34 durch Nationalsozialisten geschlossen.
Heymann beging 1937 Suizid. Er mietete sich in ein Hotel am Münchner Bahnhof ein und sprang in den Tod.

## Werk
Zunächst betätigte sich Heymann vor allem als Grafiker und stellte Bleistiftzeichnungen und Lithografien aus. Er schuf Bildnis- und Tierstudien, insbesondere von Pferden. Später zeigte er überwiegend Gemälde in Ausstellungen. Ab 1914 wählte er häufig Zirkusszenen als Motiv seiner Arbeiten. Er war ein Vertreter des Münchner Impressionismus.

## Ausstellungen (Auswahl)
- ab 1899: Glaspalast, München (1899, 1900, 1904, 1914, 1916, 1917, 1919, 1920)
- 1904: Große Kunstausstellung, Dresden
- 1910/1912: Frühjahrs-Sezession, München
- 1917: Ausstellung der Dresdner Kunstgenossenschaft (Werk Zirkusprobe)
- 1919: Ausstellung Der Turm, München

## Schüler
- Arnold Fiechter (* 1879 Sissach; † 1943 in Basel), Schüler von 1906 bis 1911
- Otto Albrecht (* 1881 Berlin, † 1943 KZ Sachsenhausen), Schüler von 1908 bis 1909
- Wolf Bloem (* 1896 in Düsseldorf, † 1971 in Rodenkirchen bei Köln)
- Daisy Campi (* 1893 Port Said, † 1979 Eichbichl bei Rosenheim)
- Grete Csaki-Copony (* 1893 bei Kronstadt, † 1990 Berlin)
- Hermann Euler (* 1900 Aschaffenburg, † 1970 Eichbichl bei Rosenheim) Schüler um 1919, verheiratet mit Daisy Campi
- Sepp Hilz (* Bad Aibling, † 1967 Willing), Schüler von 1921 bis 1927, wurde von Adolf Hitler zum Professor ernannt und in die Gottbegnadeten-Liste aufgenommen
- Hermann Huber (* 1888 Wiedikon, † 1967 Hirzel) Schüler 1907
- Tutilo Gröner (Benediktiner und Maler)
- Maria Luiko (1904–1941), Malerin und Grafikerin, Schülerin bis 1923
- Elfriede Mäckel (* 1907 Reichenbach, Vogtland, † 1993 München)
- Wilhelm Niedermayer (* 1899 Passau, † 1965 Englburg)
- Arthur Riedel (* 1888 Pforzheim, † 1953 Basel), Schüler um 1907 bis 1908
- Marianne Rohland (* 1897 in Leipzig, † 1980 in Leipzig)
- Jean Paul Schmitz  (* 1899 Wesseling am Rhein, † 1970 Singen), Schüler 1921 bis 1922
- Eberhard Steneberg (* 1914 Weimar, † 1996 Frankfurt am Main)
- Max Unold (* 1885 Memmingen, † 1964 München), Schüler von 1906 bis 1908
- Hedwig von Branca (* 1890 Nürnberg, † 1985 München)
- Peter von Ostrowski (* 1902 Niederösterreich, † 1964 Peru)
- Cäcilie Thiermann-Heise (1907–1986), Malerin und Grafikerin, Schülerin um 1927/28
- Wolfgang von Websky (* 1895 Berlin, † 1992 Wangen), Schüler um 1921
- Karoline Wittmann (* 1913 München, † 1978 München), Schüler um 1930
- Maria del Pilar von Bayern (* 1891 Schloß Nymphenburg München, † 1987 ebenda.)